# Muhammad al-Bissati
Muhammad al-Bissati (arabisch محمد البساطي, DMG Muḥammad al-Bissāṭiyy; * 1937 in Gamalija bei Port Said; † 14. Juli 2012) war ein ägyptischer Schriftsteller.

## Leben
Nach dem Studium der Wirtschaftswissenschaften war al-Bissati viele Jahre als staatlicher Rechnungsprüfer tätig. Er lebt als Schriftsteller in Kairo. Sein literarisches Werk umfasst elf Romane und acht Erzählsammlungen. Häuser hinter den Bäumen ist sein erster Roman in deutscher Übersetzung. Daneben existieren weitere Erzählungen in Anthologien aus der arabischen Literatur.
Für sein gesamtes erzählerisches Werk wurde Muhammad al-Bissati im Jahr 2000 mit dem in Dubai verliehenen Sultan-Uwaiss-Preis, dem „arabischen Nobelpreis“, ausgezeichnet.

## Werke
- Beitrag zur Anthologie Auf Besuch. Geschichten aus der arabischen Welt. Lenos, Basel 2004. ISBN 978-3-85787-686-8
- Häuser hinter den Bäumen. Lenos, Basel 2005. ISBN 3-85787-361-2
- Hunger. Lenos, Basel 2010. ISBN 978-3-85787-406-2